# Le Bruit des glaçons
Pour plus de détails, voir Fiche technique et Distribution.
Le Bruit des glaçons est une comédie noire écrite et réalisée par Bertrand Blier, sortie en 2010.

## Synopsis
Charles Faulque, écrivain alcoolique, en dépression et en perdition, reçoit la visite impromptue de son cancer. Malgré la dérive totale de sa vie, l'écrivain ne tient pas vraiment à la quitter.

## Fiche technique
- Titre original : Le Bruit des glaçons
- Réalisation, scénario et dialogues : Bertrand Blier
- Premier assistant réalisateur : Hubert Engammare
- Décors : Patrick Dutertre et Sylvie Salmon
- Costumes : Jacqueline Bouchard
- Photographie : François Catonné (AFC)
- Son : Pierre Gamet, Hélène Le Morvan et Emmanuel Croset
- Montage : Marion Monestier
- Production : Christine Gozlan, Albert Dupontel, Bertrand Blier, Georges Fernandez et Catherine Bozorgan
  - Production exécutive : David Poirot
  - Direction de production : Yvon Crenn
- Sociétés de production : Thelma Films, France 2 Cinéma, Plateau A, Wild Bunch, Herodiade et Manchester Films
  - Soutiens à la production : La Banque Postale Images 3, Uni Etoile, Cinémage 4, Canal+, CinéCinéma, France Télévisions, le CNC et la région Languedoc-Roussillon
- Budget : 6.08M€[1]
- Sociétés de distribution : Wild Bunch Distribution (France), Victory Productions (Belgique et Luxembourg), Tele München Gruppe (en) (Allemagne) et Frenetic Films (de) (Suisse)
- Pays de production :  France
- Langue originale : français
- Format : couleur - 1,85:1 - 35 mm - Zeiss - Angénieux - Kodak - Digital Intermediate (en)- Super 35 (en)- D-Cinema - Panavision
- Genre : comédie noire
- Durée : 87 minutes
- Son : Dolby Digital et DTS
- Date de sortie : 25 août 2010
- Date de sortie DVD : 26 janvier 2011
- Date de sortie VOD : 2 décembre 2015

## Distribution
- Jean Dujardin : Charles Faulque
- Albert Dupontel : Le cancer de Charles
- Anne Alvaro : Louisa
- Myriam Boyer : Le cancer de Louisa
- Christa Theret : Evguenia
- Audrey Dana : Carole Faulque
- Émile Berling : Stanislas Faulque
- Éric Prat : Le médecin
- Farida Rahouadj : L'agent immobilier
- Laurent Desponds : Le photographe
- Jean Dell : Le cancérologue
- Clémence Thioly : La femme du couple visiteur
- Avy Marciano : L'homme du couple visiteur[2],[3],[4]
- Baptiste Roussillon : Loubard 1
- Damien Bonnard : Loubard 2
- Geneviève Mnich : La mère d'Evguenia
- Yvon Crenn : Le chauffeur de taxi
- Luis Santiago : Musicien tzigane
- Ricardo Santiago : Musicien tzigane
- Antonio Cortel : Musicien tzigane
- Pepe Linares : Musicien tzigane

## Accueil

### Réception critique
Le Bruit des glaçons est largement bien accueilli par la critique, lors de sa sortie en salles en France, obtenant une moyenne de 3,6⁄5 sur le site AlloCiné, pour 24 critiques. Pour 20 Minutes, Le Parisien, Le Journal du dimanche et Première, Le Bruit des glaçons marque le retour de Bertrand Blier, qui signe un film « dans la veine ébouriffante des Valseuses », selon Le Parisien.

### Box-office
Distribué dans 363 salles à la fin de l'été 2010, Le Bruit des glaçons prend la cinquième place du box-office français la semaine de sa sortie avec 285 810 entrées. Resté à l'affiche treize semaines, le long-métrage finit son exploitation avec 743 201 entrées en France et 772 819 en Europe.

### Récompenses

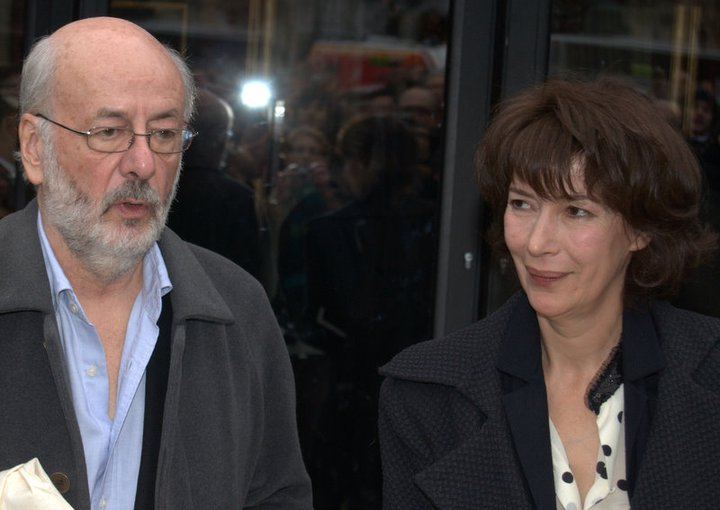
Le cinéaste Bertrand Blier et l'actrice Anne Alvaro au déjeuner des nommés des César 2011.

- Mostra de Venise 2010 : Label Europa Cinemas
- César du cinéma 2011 : meilleur second rôle féminin pour Anne Alvaro
- Etoiles d'Or du Cinéma Français 2011 : Etoile d'Or du Scénario pour Bertrand Blier

### Nominations[8]
- César du cinéma 2011 :
  - César du Meilleur réalisateur pour Bertrand Blier
  - César du Meilleur scénario original pour Bertrand Blier
- Gérards du Cinéma 2011 : Gérard de l'acteur qui avant nous faisait bien rire et qui maintenant nous fait bien chier pour Albert Dupontel
- Lumières de la presse étrangère 2011 : Révélation masculine de l'année pour Emile Berling
- Mostra de Venise 2010 : Giornate Degli Autori pour Bertrand Blier

## Production

### Tournage[9]
Lieu principal du film, les scènes à la maison de campagne ont été tournées au Mas du Mazelet à Saint-Félix-de-Pallières.
Les scènes au bistro et au port à la fin du film ont été respectivement tournées à Palavas-les-Flots et à La Grande-Motte.
D'autres scènes ont été tournées à Nîmes et à Anduze (Gard).
Les scènes à la clinique ont été tournées à la Clinique du Millénaire, 220 boulevard Pénélope à Montpellier.
Jean Dujardin avait déjà joué avec Albert Dupontel quelques années plus tôt dans le film Le Convoyeur en 2004.

## Bande originale
Sauf indication contraire, les informations mentionnées dans cette section peuvent être confirmées par le générique de fin de l'œuvre audiovisuelle présentée ici, ainsi que par la base de données cinématographiques IMDb,  présente dans la section « Liens externes ».
- Pascal Dusapin - Apex, Solo n°3 pour orchestre / A Quia, Concerto pour piano et orchestre / Quatuor à cordes et trio / Etudes pour piano n°3 / La Melancholia / Reverso
- Maurice Ravel - concerto en Sol Majeur M83, Adagio Assai
- Eddy Louiss - Le Baiser dans l'escalier / Evguenia dans la piscine / Le cancer de Louisa / Charles a soif / Echographie de Louisa / Tersienne Color / Rest in Peace Joe Zawinul
- Claudio Monteverdi - Vespro della Beata Vergine, Duo Seraphim
- Bohuslav Martinů - Symphonie No. 1 (Martinů) (en), Largo
- Clara Schumann - Concerto en la mineur pour piano op. 7, Romance
- Lester Bowie - Coming Back, Jamaica / When the Spirit Returns / Lament
- Les Yeux Noirs - Trionica
- Georg Friederich Haendel - Brockes Passion, segment Ist's möglich, dass dein Zorn sich stille
- Felix Leclerc - Ailleurs
- Leonard Cohen - A Thousand kisses Deep
- Jacques Brel - Ne me quitte pas (interprété par Nina Simone) - prégénérique de fin du film.